# フシグロ
フシグロ(女婁菜) Silene firma はナデシコ科の草花。この科の大柄な植物としてはひどく地味な花を咲かせる。

## 特徴

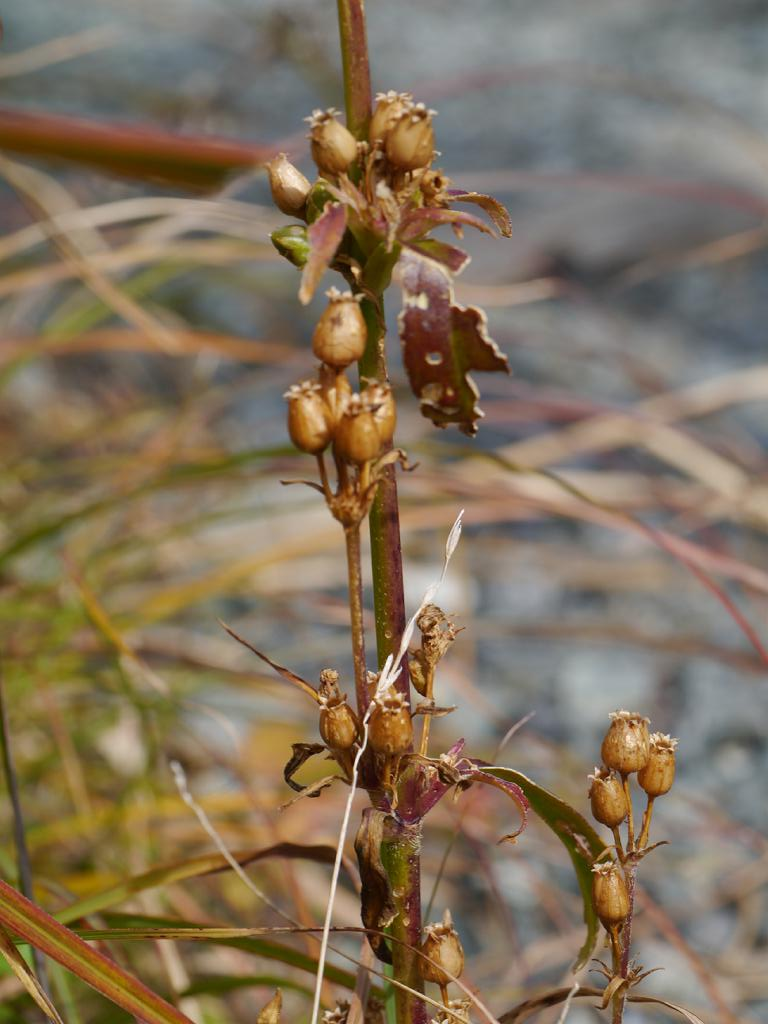
全草

直立する茎を持つ草本で越年生。茎は真っ直ぐに立って高さ30-100cmに達し、無毛。節があってその部分は暗紫色を帯びる。葉は披針形から卵状披針形で対生、長さは3-10cm、幅は1-3cm、先端は鋭く尖り、縁に毛がある。
花期は6-9月で、花は茎の先端か茎の途中の葉の脇から出る。花には柄があるが、その長さは不揃いで1-3cm。萼は長卵形から卵形で長さ6.5-10mm。花弁の舷部は白く、2つに裂けて長さ2-3mm。蒴果は卵形で先端が5つの歯になり、萼よりやや長くなる。果柄は長さ1.5mm。種子は腎形で長さ0.7-1mm、尖った突起がある。
和名は節黒の意味で、茎の節が暗視色を帯びることによる。また別名にサツマニンジンというのがある。この名は実はトチバニンジンのことであったのだそうで、これが竹節人参の名で世に出た始まりが薩摩からであったことからこの名があり、それが本種の別名になったのは、薩摩で本種のひげ根をそれに混ぜて売ったことに由来するとのこと。要するにフシグロを人参だと偽って売ったのが名前になって残ったのだという。

## 分布と生育環境
北海道から九州までと、アムール、ウスリー、中国の東北部、朝鮮に分布する。低地から山地までの日当たりの良い場所に生える。

## 分類など
マンテマ属は日本に8種ばかりあるが、多くはもっと花が目立つ植物である。ちなみにナデシコ科全体でもここまで大きくなるのにこれほど目立たないものは少ない。
本種の葉や茎に毛のあるものをケフシグロ forma. pubescens という。
またヒメケフシグロ S. aprica というのは和名は似ているが全くの別種で、日本では本州の中国地方と九州北部に、国外では朝鮮と中国などに産する。